# Diguetia mojavea
Espèce
Diguetia mojavea est une espèce d'araignées aranéomorphes de la famille des Diguetidae.

## Distribution
Cette espèce est endémique des États-Unis. Elle se rencontre dans le désert des Mojaves dans le Sud de la Californie et du Nevada.

## Description
Le mâle holotype mesure 6,8 mm et la femelle paratype 10 mm.

## Systématique et taxinomie
Cette espèce a été décrite par Gertsch en 1958.

## Étymologie
Son nom d'espèce lui a été donné en référence au lieu de sa découverte, le désert des Mojaves.

## Publication originale
- Gertsch, 1958 : « The spider family Diguetidae. » American Museum Novitates, no 1904, p. 1-24 (texte intégral).